# Glyptothorax malabarensis
Glyptothorax malabarensis är en fiskart som beskrevs av Gopi 2010. Glyptothorax malabarensis ingår i släktet Glyptothorax och familjen Sisoridae. IUCN kategoriserar arten globalt som otillräckligt studerad. Inga underarter finns listade i Catalogue of Life.